# 리처드 워커

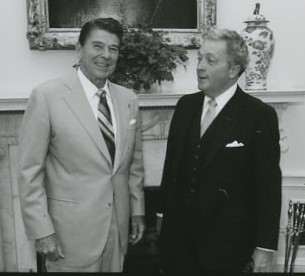

리처드 루이스 워커(Richard Louis Walker, 1922년 4월 13일 ~ 2003년 7월 22일)는 미국의 전 학자, 전 외교관이다. 제13대 주한 미국 대사를 지냈다.

## 생애
미국 펜실베이니아주 벨레폰테(Bellefonte) 출신. 1944년 드류 대학교 졸업. 1947년 석사. 1950년 예일대학교에서 철학박사. 1943~1946년 세계 제2차 대전 당시 미국 육군에서 복무. 더글러스 맥아더 장군의 본부에서 중국어 번역을 담당함. 이후 한국전쟁에도 참전. 1981년 로널드 레이건 대통령에 의해 주한 미국 대사로 임명됨.